# Cazazhita
Cazazhita /= bad arrow-points, možda od kaza  'to pick to pieces'  + shicha  'bad' ; međutim arrow-point na njihovom jeziku glasi wanhin,/ jedna od bivših neidentificiranih skupina Sioux Indijanaca čiji je poglavica bio Shonka ili Dog. 
Hodge smatra možda su dio Tetona ili identični s Broken Arrows i Wannawegha Indijancima.